# Ḷḷuarca
Luarca (asturisch Ḷḷuarca) ist der Hauptort der spanischen Gemeinde Valdés im Westen der autonomen Gemeinschaft Asturien. Der Ort hat 5.279 Einwohner (Stand 2011) und eine Fläche von 5,84 km².

## Lage

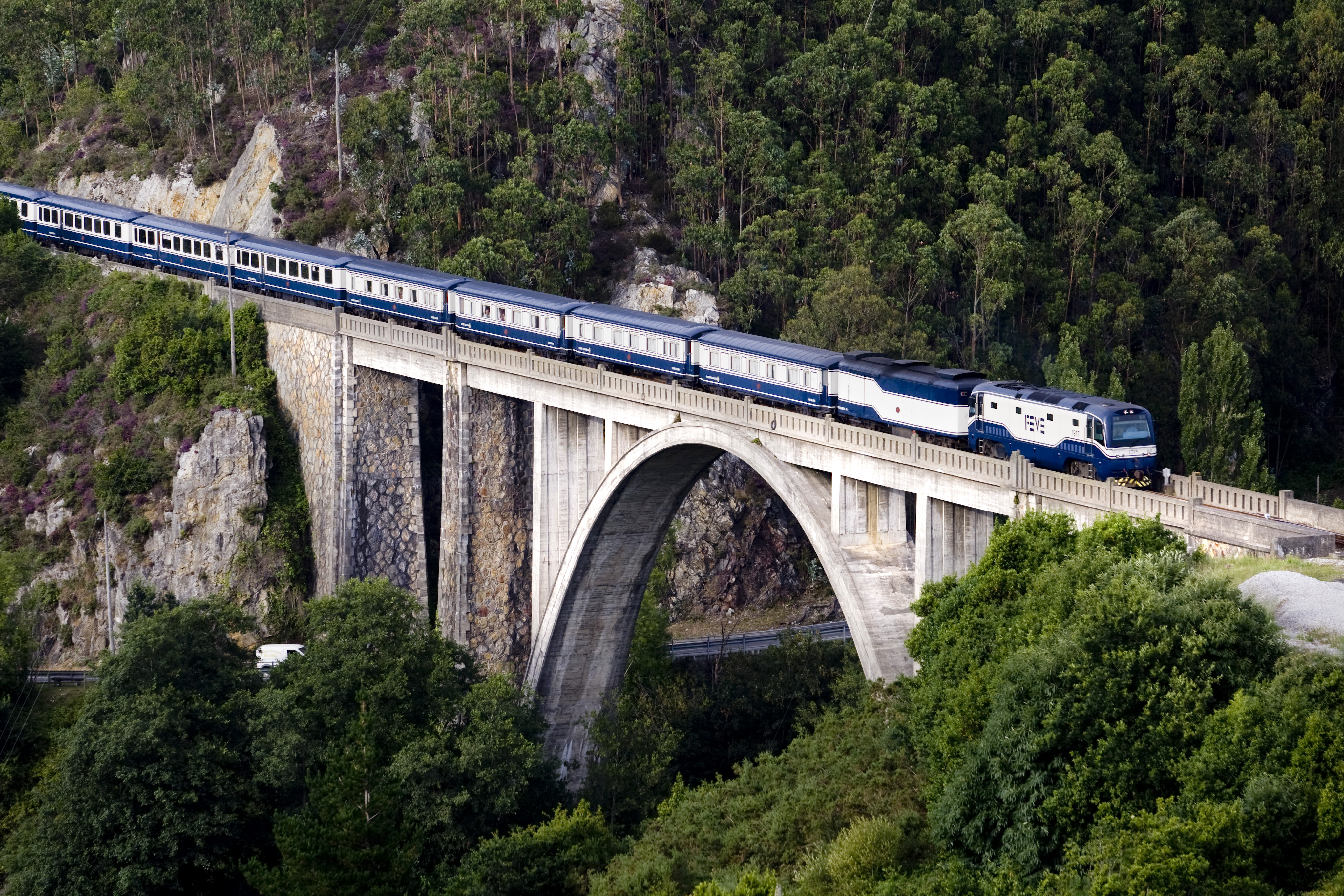
Eisenbahnviadukt

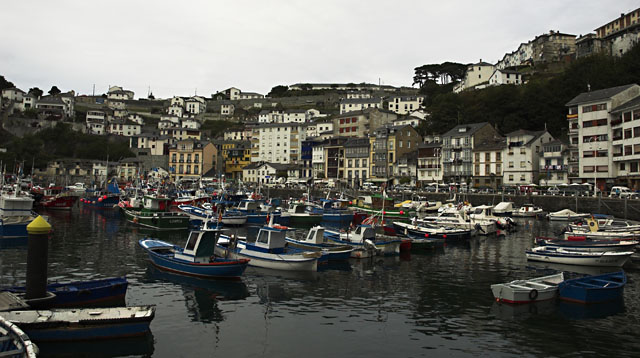
Hafen von Luarca

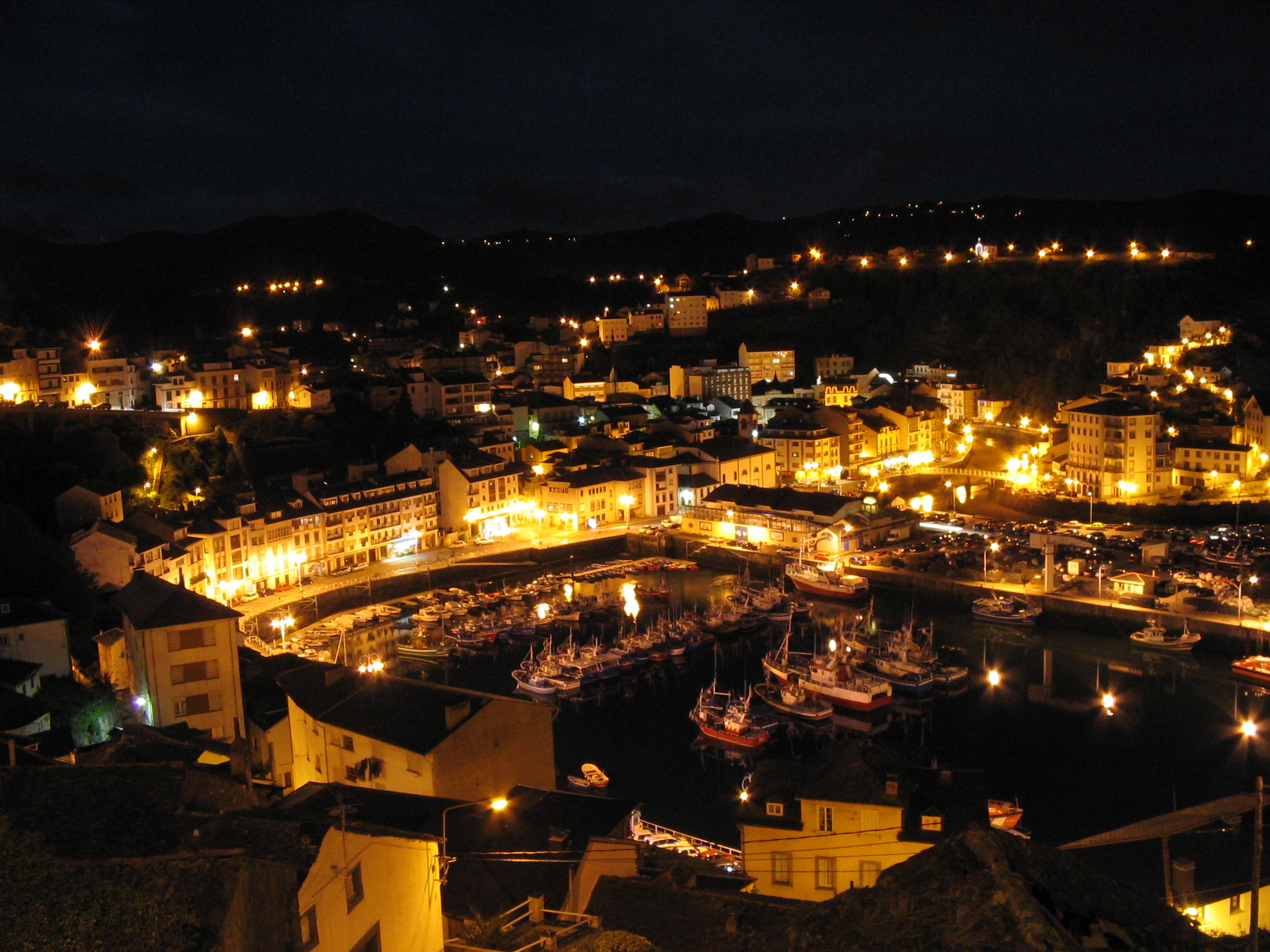
Luarca bei Nacht

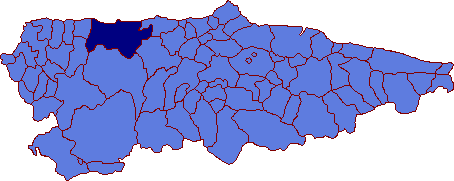
Luarca - Lage innerhalb Asturiens

Luarca liegt an der Costa Verde, einem Abschnitt der nordwestspanischen Atlantikküste, auf halbem Weg zwischen Gijón und der Grenze zu Galicien. Der Ort verfügt über einen Sport- und Fischereihafen sowie einen Bahnhof an der Bahnstrecke Ferrol–Gijón.

## Wirtschaft
Neben dem Fischereihafen ist der wirtschaftliche Schwerpunkt der Stadt heute der Tourismus.
Die Mehrzahl der Besucher stammt aus Spanien. Die Stadt bietet eine große Auswahl an traditionellen Geschäften und Restaurants, sowohl im Zentrum als auch in nahen Umland. Und die Strandzone ist im Sommer sehr belebt.
In Luarca wurde 1923 das Unternehmen ALSA Grupo gegründet.
Im Jahre 2010 eröffnete in Luarca das Meeresmuseum Aula del Mar, das laut eigener Aussage über eine der bedeutendsten Sammlungen von Riesenkalmaren in der Welt verfügte. Das Museum, das unmittelbar östlich des Hafendamms lag, wurde bereits im Winter des Eröffnungsjahres schwer beschädigt. Nachdem bei der Sturmflut 2014 in Asturien erneut ein Großteil des Museums zerstört worden war, wurde das Museum aufgegeben. Im Sommer des Jahres 2022 wurde im Stadtkern das Kalmar-Museum Museo del Calamar Gigante eröffnet, welches unter anderem auch die Riesenkalmare ausstellt, die nach der Flut aus dem zerstörten Meeresmuseum gerettet werden konnten. Auch dieses Museum wird damit beworben, über eine der bedeutendsten Sammlungen von Riesenkalmaren in der Welt zu verfügen.

## Am Jakobsweg
Luarca ist eine Station an der nördlichen Route des Jakobsweges, dem Camino de la Costa. Im 4 km vom Ortskern entfernten La Isla gibt es die Pilgerherberge: Albergue de Peregrinos «Almuña » - Almuña, s/n - 33700-Luarca (Valdés) die über 16 Plätze verfügt.

## Dörfer und Weiler
- Almuña 874 Einwohner 2011
- Fontoria (Fontouria) 92 Einwohner 2011
- Luarca (Ḷḷuarca) 4241 Einwohner 2011
- Portizuelo (Portizuolu) unbewohnt 2011
- Barcellina/Villar 72 Einwohner 2011

## Persönlichkeiten
- Laureano Rubial (1947–2024), Fußballspieler